# Titularbistum Hadrianotherae
Hadrianotherae (ital.: Adrianotere) ist ein Titularbistum der römisch-katholischen Kirche.
Es geht zurück auf einen untergegangenen Bischofssitz in der antiken Stadt Hadrianutherai, die in der römischen Provinz Asia (bzw. in der Spätantike Hellespontus) auf der asiatischen Seite der Dardanellen lag. Der Bischofssitz war der Kirchenprovinz Cyzicus zugeordnet.
| Titularbischöfe von Hadrianotherae |                         |                                 |                   |                   |
| Nr.                                | Name                    | Amt                             | von               | bis               |
| 1                                  | Bronisław Dąbrowski FDP | Weihbischof in Warschau (Polen) | 24. November 1961 | 25. Dezember 1997 |